# Jeunes Gens au soleil
Jeunes Gens au soleil () est un film italien réalisé par Camillo Mastrocinque et sorti en 1962.

## Synopsis
Le film présente les vacances d'été à Ischia d'un groupe de garçons qui cherchent à s'amuser principalement dans le sillage de quelque jeune fille.

## Fiche technique
- Titre original : Diciottenni al sole
- Titre français : Jeunes Gens au soleil[1]
- Réalisation : Camillo Mastrocinque
- Scénario : Castellano et Pipolo
- Direction artistique : Aurelio Crugnola
- Décors : Aurelio Crugnola
- Costumes : Giuliano Papi
- Photographie : Riccardo Pallottini
- Son : Alessandro Sarandrea
- Montage : Gisa Radicchi Levi
- Musique : Ennio Morricone
- Producteur : Isidoro Broggi, Renato Libassi
- Société(s) de production : Dino De Laurentiis Cinematografica
- Société(s) de distribution : Cinedistribuzione Astoria
- Pays d’origine :  Italie
- Langue originale : italien
- Format : couleur (Eastmancolor)
- Genre : comédie
- Durée : 92 minutes
- Dates de sortie :  Italie : 18 août 1962

## Distribution
- Catherine Spaak : Nicole Molineaux
- Gianni Garko : Nicola Molino
- Lisa Gastoni : Franca
- Franco Giacobini : le commissaire
- Spýros Fokás : Nanni Colizzi
- Mario Brega : Gennaro
- Ignazio Leone : le présentateur de la chasse au trésor
- Thea Fleming : la baby-sitter
- Margarete Robsahm : Evelyn
- Stelvio Rosi : Giorgio Mazzoli
- Luisa Mattioli